# جيمس ليونارد كورنينغ
جيمس ليونارد كورنينغ (بالإنجليزية: James Leonard Corning)‏ هو طبيب أعصاب أمريكي، ولد في 1855 في ستامفورد في الولايات المتحدة، وتوفي في 1923.